# Boliche nos Jogos Pan-Americanos de 2019
As competições de Boliche nos Jogos Pan-Americanos de 2019 em Lima, Peru, foram realizados de 25 a 30 de julho no Centro de Boliche, localizado na Villa Deportiva Nacional Videna.
Foram realizados quatro eventos, sendo um individual e um de duplas para cada gênero. Um total de 64 atletas do boliche competiram nos jogos.

## Calendário
| Julho / Agosto | 24 | 25 | 26 | 27 | 28 | 29 | 30 | 31 | 1 | 2 | 3 | 4 | 5 | 6 | 7 | 8 | 9 | 10 | 11 |
| -------------- | -- | -- | -- | -- | -- | -- | -- | -- | - | - | - | - | - | - | - | - | - | -- | -- |
| Boliche        |    |    |    | 2  |    |    | 2  |    |   |   |   |   |   |   |   |   |   |    |    |

|  | Dia de competição |  | Dia de final |

## Medalhistas
| Evento                        | Ouro                                                | Prata                                        | Bronze                                               |
| ----------------------------- | --------------------------------------------------- | -------------------------------------------- | ---------------------------------------------------- |
| Individual masculino detalhes | Nicholas Pate USA Estados Unidos                    | Marcelo Suartz BRA Brasil                    | Jakob Butturff USA Estados Unidos                    |
| Individual masculino detalhes | Nicholas Pate USA Estados Unidos                    | Marcelo Suartz BRA Brasil                    | Jean Perez PUR Porto Rico                            |
| Duplas masculinas detalhes    | Jakob Butturff Nicholas Pate USA Estados Unidos     | Manuel Otalora Alfredo Quintana COL Colômbia | José Llergo Arturo Quintero MEX México               |
| Individual feminino detalhes  | Clara Guerrero COL Colômbia                         | Miriam Zetter MEX México                     | Iliana Lomelí MEX México                             |
| Individual feminino detalhes  | Clara Guerrero COL Colômbia                         | Miriam Zetter MEX México                     | Maria Rodriguez COL Colômbia                         |
| Duplas femininas detalhes     | Stefanie Johnson Shannon O'Keefe USA Estados Unidos | Iliana Lemus Miram Velazco MEX México        | Aumi Guerra Astrid Valiente DOM República Dominicana |

Notas
- PUR Juan Pérez Faure um dos membros da dupla porto-riquenha que havia ganhado a medalha de ouro na prova do Boliche - Duplas masculinas deu positivo para a substância proibida: Clortalidona e consequentemente a dupla porto-riquenha foi desqualificada e perdeu a medalha de ouro, que foi repassada aos Estados Unidos, a medalha de prata repassada para a Colômbia e a medalha de bronze herdada pelo México. [4]

## Classificação
Um total de 64 atletas do boliche irão se classificar para competir. Cada delegação pode inscrever um máximo de quatro atletas (quatro por gênero). Em cada gênero haverá um total de 16 duplas qualificadas, com uma vaga por evento (total de quatro atletas) reservada para o país-sede, Peru. Haverá um total de cinco eventos de classificação.

## Quadro de medalhas
| Ordem | País                     | Medalha de ouro | Medalha de prata | Medalha de bronze |    |
| ----- | ------------------------ | --------------- | ---------------- | ----------------- | -- |
| 1     | USA Estados Unidos       | 3               |                  | 1                 | 4  |
| 2     | COL Colômbia             | 1               | 1                | 1                 | 3  |
| 3     | MEX México               |                 | 2                | 2                 | 4  |
| 4     | BRA Brasil               |                 | 1                |                   | 1  |
| 5     | PUR Porto Rico           |                 |                  | 1                 | 1  |
|       | DOM República Dominicana |                 |                  | 1                 | 1  |
| TOTAL | TOTAL                    | 4               | 4                | 6                 | 14 |